# Nöttjärnarna, Värmland
Nöttjärnarna är tre små och ganska runda sjöar, Nöttjärnarna (östra), Nöttjärnarna (mellersta) och Nöttjärnarna (västra), som ligger med omkring hundra meters mellanrum ett par kilometer sydväst om Glafsfjorden i Arvika kommun i Värmland och ingår i Göta älvs huvudavrinningsområde.